# 34365 Laurareilly
34365 Laurareilly este o planetă minoră (asteroid) din centura de asteroizi. A fost descoperită pe 1 septembrie 2000 la Experimental Test Site⁠(d) de Lincoln Near-Earth Asteroid Research. 
Obiectul prezintă o orbită caracterizată de o semiaxă mare de 2,5603614 UAi, o excentricitate de 0,13, o înclinație de 3,89938 ° în raport cu ecliptica.